# Regatul armean al Ciliciei
Regatul Armean al Ciliciei ([armeana de mijloc: Կիլիկիոյ Հայոց Թագաւորութիւն, Kilikio Hayoc’ T’agavorut’yun), cunoscut de asemenea ca Armenia Ciliciană (armeană Կիլիկյան Հայաստան, Kilikyan Hayastan), Armenia Inferioară sau Noua Armenie, a fost un principat independent format în timpul Evului Mediu Mijlociu de refugiați armeni ce au fugit de invazia selgiucidă⁠(d) a Armeniei⁠(d). Localizat în afara Platoului Armean⁠(d) și distinct de regatul armean al antichității, s-a concentrat în regiunea Cilicia la nord-vest de Golful Alexandreta⁠(d).
Regatul își are rădăcinile în principatul fondat în jurul anului 1080 de dinastia Rubenidă⁠(d), o pretinsă ramură al mai marei familii Bagrationi, care în diferite timpuri a deținut tronurile Armeniei și Georgiei. Capitala Rubenizilor a fost inițial Tarsos, iar mai târziu - Sis⁠(d). Cilicia a fost un puternic aliat al cruciaților europeni și se considera bastion al creștinătății în orient. De asemenea, a servit focar al naționalismului armean și al culturii armene, deși Armenia propriu-zisă era sub ocupație străină la acea vreme. Semnificația Ciliciei în istoria și statalitatea armeană este de asemenea atestată de transferul sediului Catolicosului⁠(d) Bisericii Apostolice Armene, lider spiritual al poporului armean, în regiune. În 1198, odată cu încoronarea lui Levon Magnificul⁠(d) din dinastia Rubenidă, Armenia Ciliciană a devenit regat.
În 1226, coroana a trecut la rivalii Hetumizi⁠(d) prin cel de-al doilea soț al fiicei lui Levon, Izabela⁠(d), Hetum I⁠(d). Cum mongolii cuceriseră regiuni vaste din Asia Centrală și Orientul Mijlociu, Hetum și succesorii săi Hetumizi au căutat să creeze o alianță armeano-mongolă împotriva inamicilor musulmani comuni, cei mai importanți fiind Mamelucii. În secolele treisprezece și paisprezece, statele cruciate s-au dezintegrat, iar mongolii s-au islamizat, lăsând regatul armean fără aliați regionali. După atacuri constante ale Mamelucilor din Egipt în secolul paisprezece, Armenia Ciliciană aflată sub dinastia Lusignan⁠(d), s-a împotmolit într-un conflict religios intern și a căzut în final în 1375.
Interacțiunile comerciale și militare cu europenii au adus noi influențe occidentale în societatea armeană ciliciană. Multe aspecte ale vieții europene occidentale au fost adoptate de nobilime, inclusiv cavalerismul⁠(d), maniera de a se îmbrăca și utilizarea titlurilor, numelor și limbii franceze. În plus, organizarea societății ciliciene a trecut de la propriul sistem tradițional la unul mai apropiat de feudalismul occidental. Cruciații europeni înșiși au împrumutat elemente practice, precum elemente ale specificului armenesc de construire a castelelor și de arhitectură bisericească. Armenia Ciliciană a înflorit economic cu ajutorul portului de la Ayas, ce a servit ca centru al comerțului Est-Vest.